# Live Rare Remix Box
Live Rare Remix Box è una compilation dei Red Hot Chili Peppers, pubblicata nel 1994.

## Il disco
Contiene quattro vecchi brani eseguiti dal vivo, alcune b-sides di Blood Sugar Sex Magik (1991) e i remix di Give It Away e di If You Have to Ask.

## Tracce
Tutte le canzoni sono state scritte da Anthony Kiedis, Flea, John Frusciante e Chad Smith, eccetto dove è indicato.
Disco Live:
1. Give It Away (in-progress) – 3:43
2. Nobody Weird Like Me (live) – 5:03
3. Suck My Kiss (live) – 3:45
4. I Could Have Lied (live) – 4:33

Disco Rare:
1. Soul to Squeeze – 4:50
2. Fela's Cock – 5:10
3. Sikamikanico – 3:25
4. Search and Destroy – 3:34 (Iggy Pop, James Williamson)

Disco Remix:
1. Give It Away (12" mix) – 6:02
2. Give It Away (Rasta mix) – 6:47
3. If You Have to Ask (The Disco Krisco Mix) – 7:32 ()
4. If You Have to Ask (Scott & Garth Mix) – 7:12 ()
5. If You Have to Ask (The Friday Night Fever Blister Mix) – 6:34 ()